# Brugheas
 Brugheas  là một xã ở tỉnh Allier thuộc miền trung nước Pháp.